# Pan de tropa
El pan de tropa o pan de los soldados es un pan típico de la gastronomía peruana, que se originó en la cultura culinaria militar del Ejército peruano.

## Historia

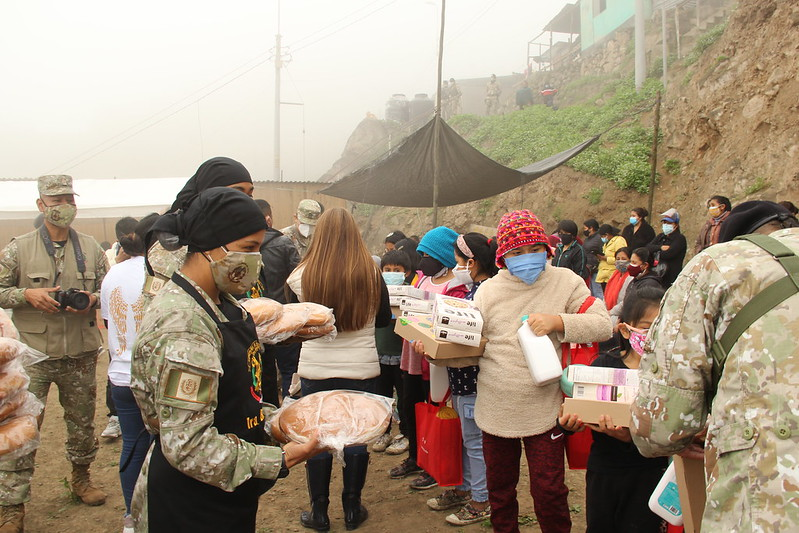
Ejército peruano entregando pan de tropa en Ticlio Chico (distrito de Villa María del Triunfo) durante la pandemia de COVID-19 en Lima Metropolitana.

El estilo del pan de tropa tiene sus inicios en los ranchos militares de los ejércitos patriotas durante las campañas por la independencia del Perú. El pan medía 30 cm y era repartido como alimento diario entre la tropa, de allí proviene su nombre.
En el siglo XXI, en el contexto de la revalorización de la gastronomía peruana, el pan de tropa fue considerado como un postre tradicional, ingresando por primera vez en 2014 a la Feria Gastronómica Internacional de Lima (MISTURA) de la mano del comandante general Sergio Bendezú perteneciente a la 31 Brigada de Infantería del Ejército Peruano en Huancayo.
El pan de tropa fue preparado en masa por las Fuerzas Armadas del Perú para alimentar a las poblaciones vulnerables durante el confinamiento por la pandemia de COVID-19 en Perú.

### Pan bicentenario
En 2019, el gobierno peruano informó que crearía el llamado pan bicentenario, una variante del pan de tropa por motivo del Bicentenario del Perú, dicho pan estaría preparado a base de chancaca, y su producción comenzó debido a los desastres que estaba ocasionando El niño e invierno altiplánico, dicho pan era de gran tamaño y podía durar seis días almacenado.